# Tawan Kedkong
Tawan Kedkong, pseudonimo di Jiratchaya Kedkong (thai: จิรัชญา เกตุคง; Lopburi, 15 agosto 1995), è una modella thailandese, vincitrice della quarta edizione del talent show Asia's Next Top Model.
Tawan è rappresentata dalle agenzie NU Models Singapore, Fame Management Asia Thailand e Storm Model Management London.

## Asia's Next Top Model
Tawan è stata scelta come rappresentante della Thailandia nella quarta edizione del talent show, insieme alla connazionale Maya Goldman.
Nella quarta settimana della competizione, la modella ha vinto per la prima volta la "Miglior Performance della settimana", ottenendo come premio l'immunità dall'eliminazione nella settimana successiva. Inoltre, nella stessa settimana è stata eletta "ambasciatrice" dell'anno per il marchio Subaru XV dal general manager della Subaru e giudice ospite, Glenn Tan.
Nel tredicesimo episodio, Tawan è stata eletta quarta vincitrice del format Asia's Next Top Model.